# チューリップ・バブル

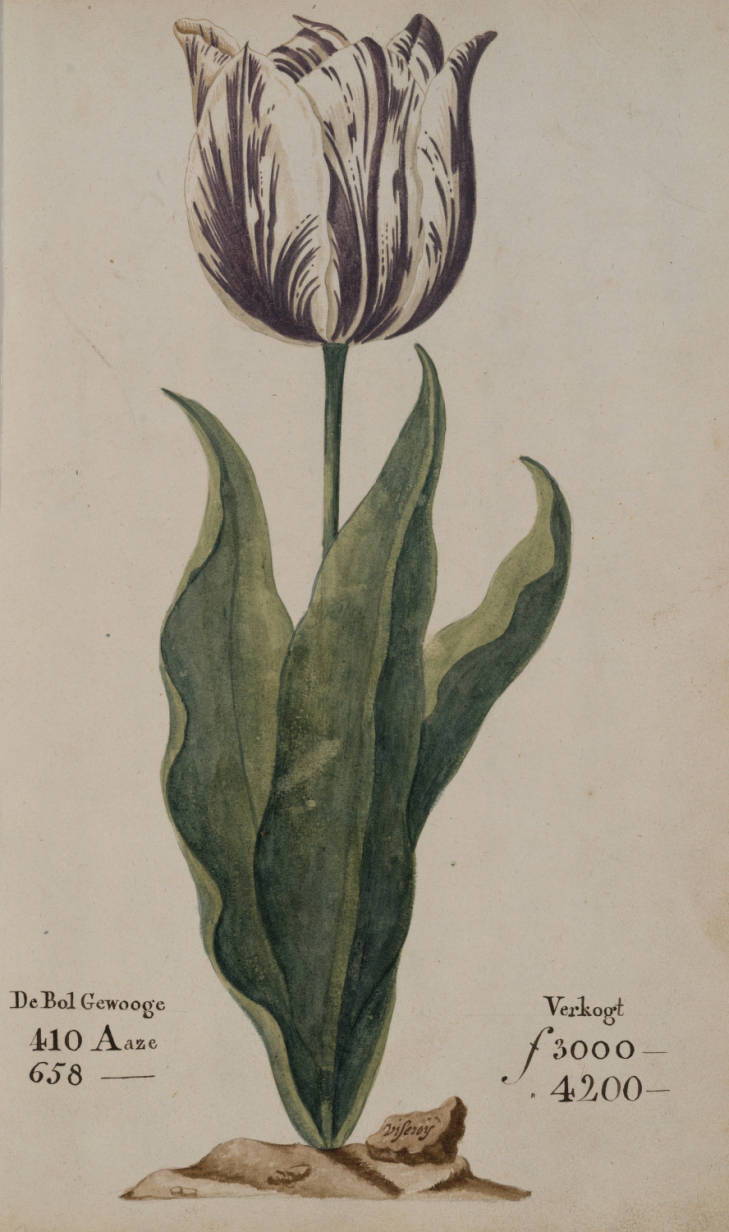
1637年のオランダのカタログ『Verzameling van een Meenigte Tulipaanen』に記載された「Viceroy（viseroij）」の名で知られているチューリップ。その球根は大きさ（エース〈aase、1エース=0.05g〉）に応じて3,000から4,200ギルダーの値がつけられていた。当時、熟練した職人の年収が約300ギルダーであった。

チューリップ・バブル（蘭: tulpenmanie、 tulpomanie、 tulpenwoede、 tulpengekte、  bollengekte。英: tulip mania、tulipomania、チューリップ狂時代、チューリップ熱狂）は、オランダ黄金時代のネーデルラント連邦共和国において、当時オスマン帝国からもたらされたばかりであったチューリップ球根の価格が異常に高騰し、突然に下降したまでの期間を指す。
チューリップ・バブルのピーク時であった1637年3月には、1個当たり、熟練した職人の年収の10倍以上の価格で販売されるチューリップ球根も複数存在した。1619年から1622年にかけて、三十年戦争の戦費調達のためにヨーロッパ全体で行われた貨幣の変造「Kipper- und Wipperzeit」にも、バブル経済類似の熱狂が存在したと指摘する研究者もいる。しかし、一般にチューリップ・バブルは、記録に残された最初の投機バブル、またはバブル経済であると考えられている。「チューリップ・バブル」という語は、今日では、資産価値がその内在価値を逸脱するような大規模なバブル経済を指してしばしば比喩的に用いられる。
1637年の出来事は、1841年に英国のジャーナリスト、チャールズ・マッケイによって著された『Extraordinary Popular Delusions and the Madness of Crowds（狂気とバブル―なぜ人は集団になると愚行に走るのか）』において、広く知られるようになった。マッケイによれば、ある時には、「Semper Augustus（センペル・アウグストゥス、無窮の皇帝）」の球根1個に対し、12エーカー（5ヘクタール）の土地との交換が申し出られたという。マッケイは、このような投資家の多くはチューリップ価格の下落により破産し、オランダの商業は大打撃を受けたと主張する。マッケイの著書は古典ではあるが、その記述には異論もある。現代の研究者の多くは、チューリップに対する熱狂はマッケイが記載したほど異常なものではなく、チューリップ球根に関しバブルが実際に発生したことを証明するのに十分な価格のデータは存在しないと主張している。
チューリップ・バブルの研究は困難である。1630年代の経済のデータは限られており、その多くはバイアスがかかりまた非常に推測含みの情報源からのものであるためである。現代の経済学者には、チューリップ価格の上昇および下落につき、投機的な熱狂ではなく、合理的な説明を行おうとする者もいる。例えば、ヒヤシンスのような他の花もまた、初めて伝播した時点では高い価格がつけられ、すぐに価格が低下したことから、花の価格にはこのようなボラティリティがあるのだという説明がある。このほか、買い手のリスクを低減させる効果を持つ議会令が発せられるだろうという市場参加者らの期待が、価格の高騰を誘発した可能性があるという説明もある。

## 歴史

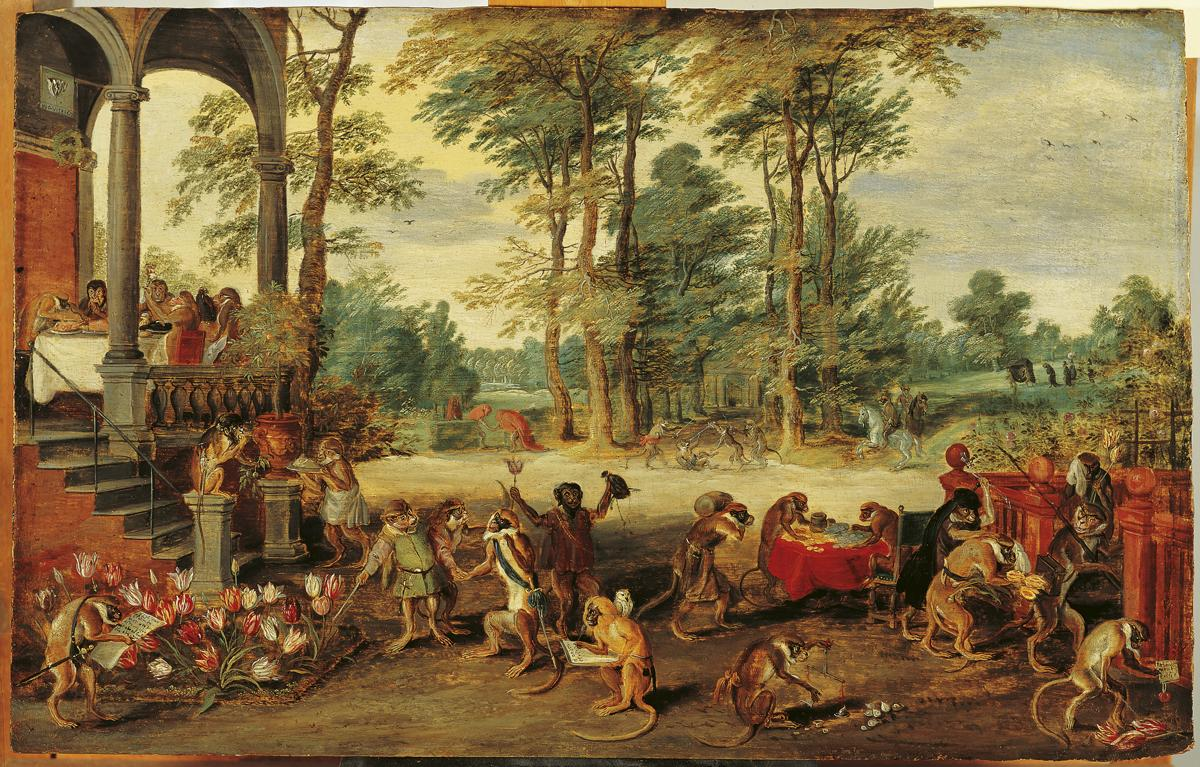
ヤン・ブリューゲルによる『A Satire of Tulip Mania』（1640年）は、投資家を、現代的な上流階級の服装を身に着けた頭脳のない猿に描いている。経済的な愚かさに関する解説によれば、ある猿は以前は貴重であった植物の上に放尿しており、別の猿は破産裁判所に出頭し、また別の猿は墓に運ばれている。

チューリップのヨーロッパへの伝播は、一般的には、フェルディナント1世によりオスマン帝国のスルターンのもとに派遣された大使オージェ・ギスラン・ド・ブスベックによるものといわれている。ブスベックは1554年、オスマン帝国からウィーンに、チューリップの球根と種子を初めて送った。チューリップ球根はすぐに、ウィーンからアウクスブルク、アントウェルペンおよびアムステルダムに広まった。ネーデルラント連邦共和国（現在のオランダ）においてチューリップが人気になり栽培が本格的に開始されたのは、フランドルの植物学者カロルス・クルシウスがライデン大学に着任し、ライデン大学植物園を設立した後の1593年頃であると一般的に考えられている。クルシウスは自らが集めたチューリップ球根を植え、チューリップがネーデルラントの厳しい環境にも耐えうることを発見した。それから間もなく、チューリップの人気が出始めた。
チューリップは、他の植物にはない鮮烈な色味あふれる花弁をもち、当時ヨーロッパにおいて知られていたどの花とも異なっていた。比類ないステータスシンボルとしてチューリップが登場した時期は、オランダ黄金時代の幕開けと重なり、新たに独立を果たしたオランダが貿易によって富を増やしていた。アムステルダムの商人たちは、収益性の高いオランダ東インド会社の貿易の中心となっており、その貿易では1回の航海で400％の利益を上げることができた。

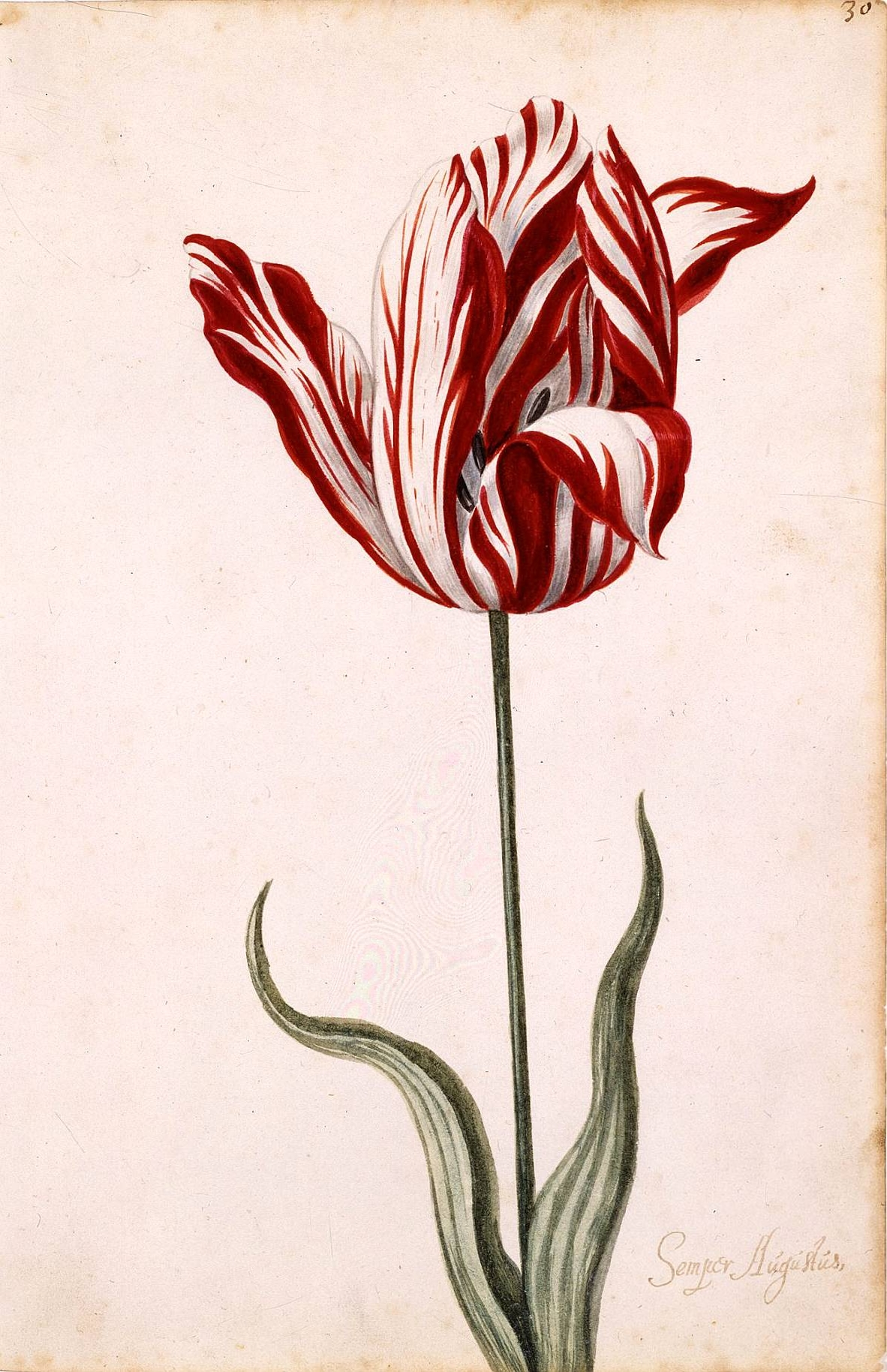
チューリップ・バブルの間に取引された最も高価なチューリップとして有名であるSemper Augustus（センペル・アウグストゥス）の水彩画（17世紀）。1637年の取引価格は1623年の取引価格の10倍に上昇していた。

結果として、チューリップは誰もが欲しがる贅沢品となり、品種が豊富になった。当時のチューリップは、いくつかのグループに分類される。赤色、黄色または白色の単色のチューリップはCouleren、多色のチューリップはRosen（赤色もしくは桃色の地に白色の縞模様）、Violetten（紫色もしくはライラック色の地に白色の縞模様）または最も珍しいグループであるBizarden（Bizarresとも。赤色、茶色もしくは紫色の地に黄色もしくは白色の縞模様）としてそれぞれ知られている。花弁の、複雑な線や炎のような形の縞模様による多色の効果は、鮮やかで目を見張るものであった。このような効果を有し、多色のチューリップをより異国情緒ある植物に見せるような球根は大人気となった。今日では、このような効果は、チューリップのみに感染するモザイク病であり、1つの花弁の色を2つ以上に分けて（break）しまう「Tulip breaking virus（チューリップモザイクウイルス）」に球根が感染したため生じるものであると知られている。
栽培家らは、新品種に対し高貴な品種名を付けた。初期の新品種はAdmirael（提督）という接頭辞にしばしば栽培家の名前を組み合わせたものであった。例えば、そのように命名された約50品種の中で最も高く評価された品種は「Admirael van der Eijck（アドミラル・フォン・デル・アイク、日本語訳：フォン・デル・アイク提督）」である。Generael（司令官）も、約30品種に用いられた別の接頭辞である。後期の新品種には、アレクサンドロス3世やスキピオ・アフリカヌスにあやかったり、「提督の中の提督」「司令官の中の司令官」という形をとったりした、より誇張した品種名がつけられた。しかし、品種名は場当たり的なものであり、また品質にも大きな開きがあった。これら当時の新品種のほとんどは現在では絶滅している。
需要の増加に際しバブル期以前から、変異種の価格は緩やかに上昇していった。
チューリップは球根から育つ植物であり、種からでも子球からでも増やすことができる。花を咲かせることができる球根を種から作るには、7年から12年かかる。そのため、チューリップの種には値上がりをほとんど見せることはなかった。球根から花を咲かせると、もとの球根（親球）は消滅してしまうが、同じ場所に1個または複数個のクローンの球根（子球）ができる。適切に育てれば、これらの子球はそれぞれが球根になる。モザイクウイルスは子球のみが感染し、種は感染しないため、最も人気のある品種を栽培するのには時間がかかることとなる。また、ウイルスにより、チューリップの球根は劣化してしまう。北半球では、チューリップは4月または5月に約1週間にわたって咲く。北半球におけるチューリップの休眠期である6月から9月にかけての間に、球根を収穫し運搬することができるため、（スポット市場における）球根の現物取引はこの期間に行われていた。ほかの期間は、花屋やチューリップ投資家らは、期間の終わりにチューリップ球根を購入できるよう、公証人の前で契約書に署名をしていた（先物取引）。このように、オランダ人は近代の金融取引の方法を開発し、耐久消費財としてのチューリップ球根の市場を形成した。1610年の政令により空売りは禁止され、1621年、1630年および1636年にも同じ命令が出され規制が強化された。空売りを行っても訴追されることはなかったが、契約は執行不能なものとされた。

アール・トンプソン（Earl Thompson）によって作成された、チューリップ球根の取引契約における、標準化された価格指数のグラフ。トンプソンは2月9日から5月1日の間の価格データを持っていなかったため、この間どのように価格が下落したかは不明である。しかし、チューリップ市場が2月に突然暴落したことは知られている。

チューリップの人気が高まったため、職業栽培家はウイルスに感染した球根に対し一層高い価格を支払うようになり、価格は上昇し続けた。1634年までに、フランスにおいても需要が高まったこともあり、投機のために投資家がチューリップ市場での取引を開始した。珍しい球根の価格は1636年を通じて上昇し続けたが、11月までには、単色の一般的なチューリップ球根の価格までも上がり始め、すぐに、チューリップ球根であれば何であっても数百ギルダーで取引されるようになった。この年に、オランダでは、季節の終わりに球根を売り買いするための公式な一種の先物市場が形成された。投資家らは、居酒屋の「college」で会い、球根を買う場合には取引価格の2.5%から取引あたり3ギルダーを上限とする「ワイン代」を支払う必要があった。売り手も買い手も、当初証拠金や変動証拠金を支払う必要はなく、取引も取引所ではなく個人の相対取引で行われていた。オランダ人は、球根の引き渡しが実際には行われないことから、チューリップ球根取引を「windhandel（風の取引）」と呼んでいた。取引は取引所ではなくオランダ人の経済生活におけるマージンにより達成されていた。
1636年までに、チューリップ球根はオランダにとって、ジン、ニシン、チーズに次いで4番目に取引高の大きな輸出品となった。チューリップ球根の価格は、球根を実際に見たこともない投資家らによる先物取引での投機のために跳ね上がった。多くの者が、一夜のうちに多額の財産を築いたり失ったりした。

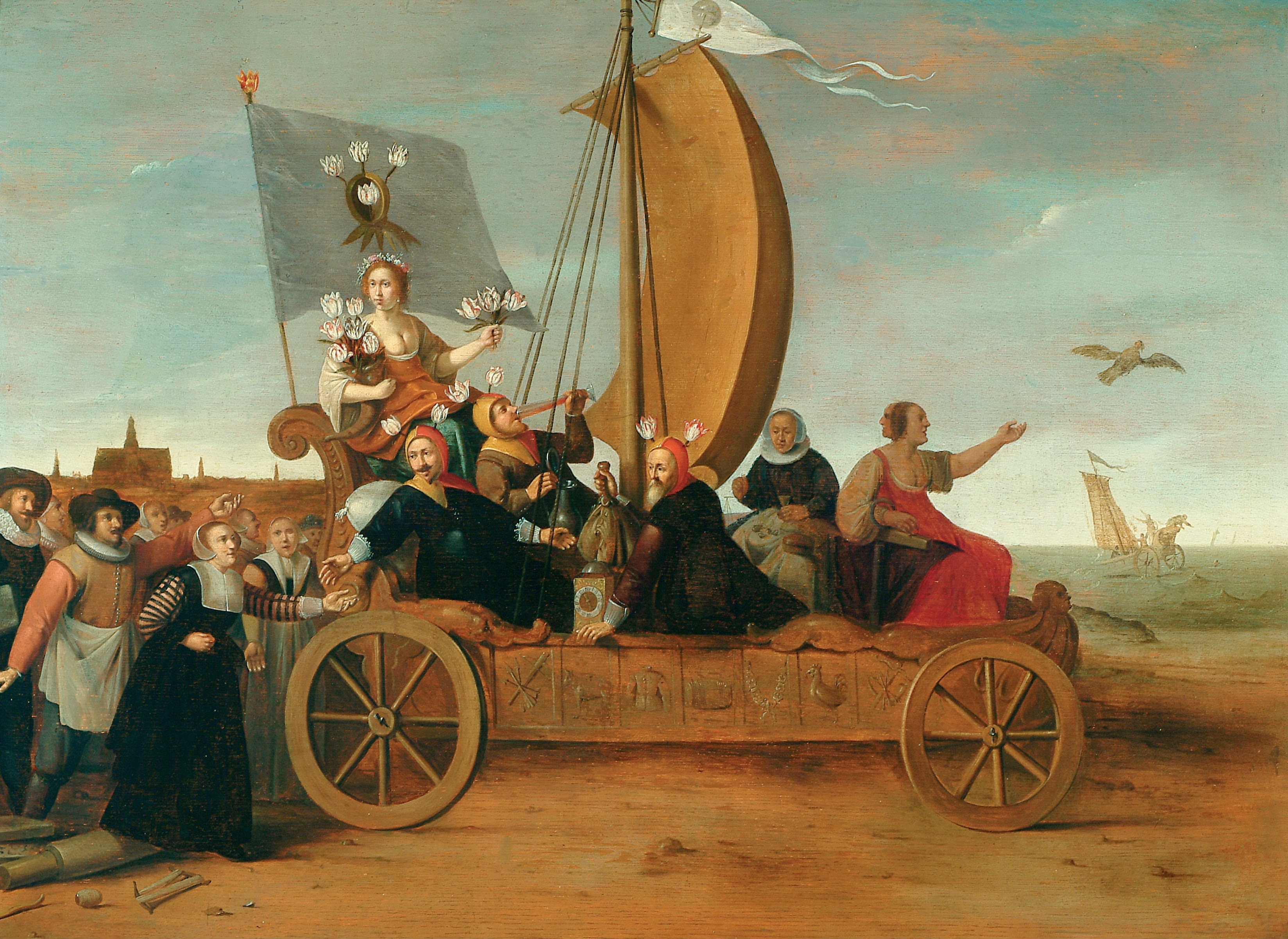
『Wagon of Fools（愚か者の車）』（ヘンドリク・ヘリッツゾーン・ポト画、1637年）。織機を放棄したハールレムの織物工らが車の後ろをついて歩いている。風に吹かれ、チューリップを派手に描いた旗がたなびく中、花の女神フローラは腕にチューリップの花を抱え、酔っ払い、両替商および二つの顔を持つ女神フォルトゥーナとともに、車に乗って海への墜落へと向かっている。

チューリップ・バブルは1636年から1637年の冬にピークを迎え、この時には1日に10回も取引された球根もあるほどであった。しかし、これらの契約を履行するための球根の引き渡しは行われなかった。1637年2月、チューリップ球根の価格が急落し、チューリップの貿易が停止したためである。価格の急落はまずハールレムで起こり、買い手が定期的な球根の取引に現れなくなった。これは、ハールレムがペストの大流行のさなかにあったことが原因である可能性がある。ペストの流行により、投機を急拡大させるような、宿命論的なリスク選好文化が形成されたかもしれないが、他方それはバブルの崩壊の原因ともなった可能性がある。

## 利用可能な価格データ
1630年代において継続的に記録された価格データが存在しないため、チューリップ・バブルがどの程度のものであったかを推定することは困難である。利用可能なデータの大半は、バブルの直後に書かれたGaergoedt and Warmondt（GW）による反投機的な小冊子からのものである。経済学者のピーター・ガーバー（Peter Garber）は、1633年から1637年の間の39品種におよぶ161個の球根の販売に関するデータを収集した。そのうち53個のデータは、GWによって記録されたものであった。1637年2月5日の、チューリップ・バブル最後の日には、88回の取引が行われたと記録されている。球根の販売は、「college」での先物取引、栽培家による現物取引、栽培家による公証人を関与させた先物取引、不動産取引といったいくつかの市場メカニズムを用いて行われた。ガーバーは、「利用可能な価格データは、大部分がリンゴとオレンジ（本来比較できないものの意）の混ざりあったものである」としている。

## マッケイのMadness of Crowds
現代におけるチューリップ・バブルの議論は、スコットランドのジャーナリストであるチャールズ・マッケイによって1841年に出版された『Extraordinary Popular Delusions and the Madness of Crowds（邦題：狂気とバブル―なぜ人は集団になると愚行に走るのか）』から始まっている。マッケイは、群衆はしばしば合理的でない行動をすると論じ、チューリップ・バブルは、南海泡沫事件およびミシシッピ計画とともに、その初期の例であるとしている。マッケイの議論の多くは、ヨハン・ベックマンが1797年に著した『A History of Inventions, Discoveries, and Origins（邦題：西洋事物起原）』に依拠している。実際は、ベックマンの説明およびそこから派生したマッケイの議論は、1637年に匿名で発行された投機への反対を掲げる3つの小冊子を主な情報源としていた。マッケイの迫真的な本は、以後何世代にも渡り経済学者や株式市場参加者の間で有名だった。チューリップ・バブルを投機バブルだったとするマッケイの描写は現在でも有名だが、瑕疵があり、1980年以降経済学者によって様々に反駁されている。
マッケイによれば、17世紀初頭におけるチューリップ人気の高まりは、オランダ全体の注目を集め、「最下層民までもがチューリップの取引に手を出すようになった」。1635年までに、ある取引において、40個の球根が100,000フローリン（ギルダー）で購入されたと記録されている。これに対し、バター1トンの価格は約100ギルダーであり、熟練工の年収が約150ギルダーであり、「肥えた豚8頭」の価格は240ギルダーであった（社会史国際研究所によれば、1ギルダーの購買力は2002年時点において10.28ユーロと同等である）。
1636年までにはオランダ中の市や町の取引所でチューリップが取引されるようになっていた。これにより社会のあらゆる階層がチューリップ取引に参加するようになった。マッケイは、チューリップに投機するため財産を売却したり交換に出す人々について詳述しているが、中にはSemper Augustusの球根の現物2個のうち1個と12エーカー（49,000m²）の土地の交換を申し出た例や、Viceroyの球根1個を2,500ギルダー相当の財産（表に記載）で購入した例などがある。
成り金が急増した。黄金の餌が目の前にぶら下がっていたのである。まるで蜂蜜のつぼにハエが群がるように、人々は引きも切らずチューリップ市場へ押し寄せた。チューリップ熱は永遠に続く、世界中の金持ちがオランダに注文を出してきて、こちらの言い値で買ってくれるだろう。ヨーロッパの金持ちもゾイデル海沿岸に集まってくるし、好景気に沸くオランダからは貧乏人などいなくなるに違いない。だれもがそんな想像を巡らせていた。貴族、市民、農民、商人、漁師、従者、使用人、煙突掃除人や洗濯婦までもがチューリップに手を出した。

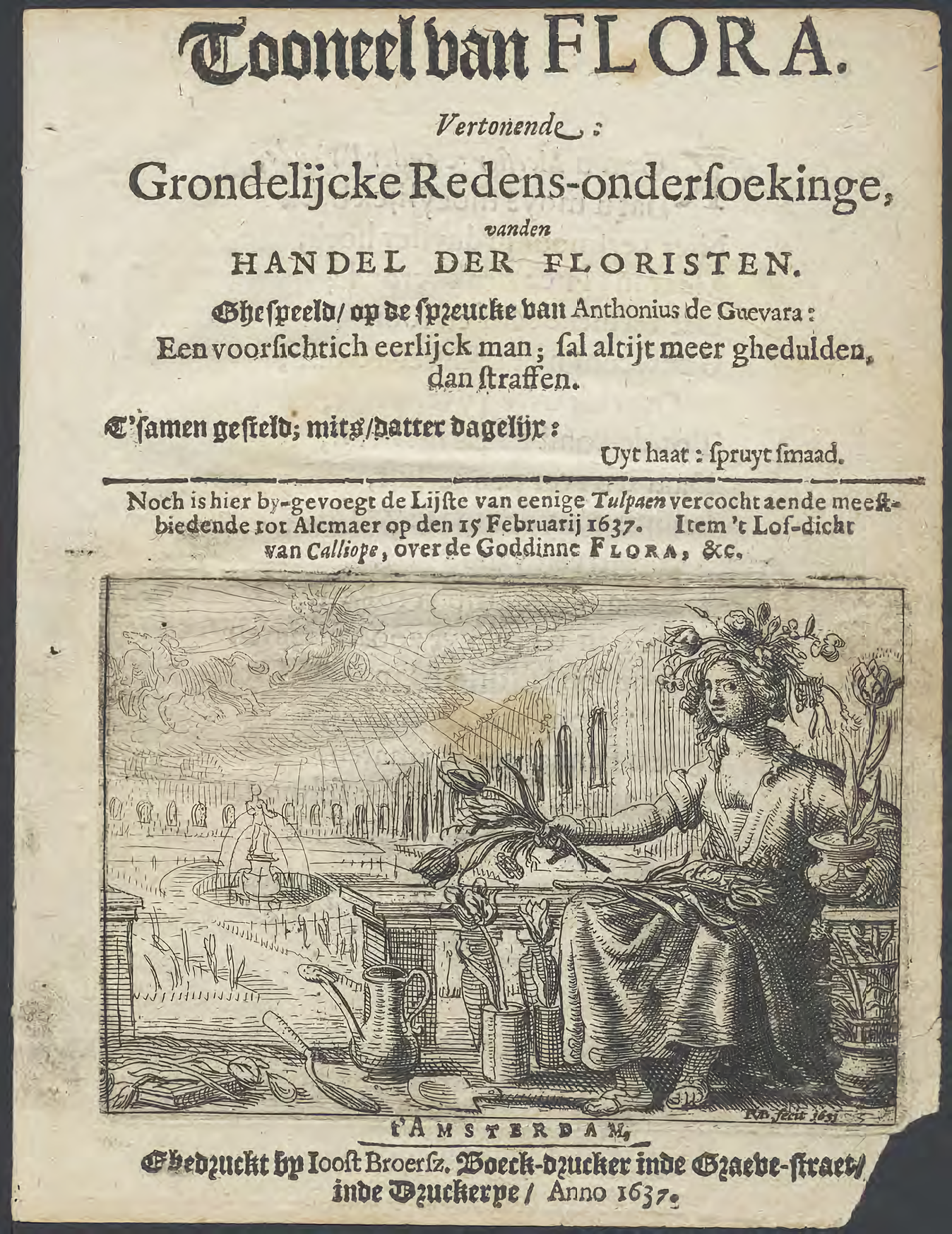
オランダのチューリップ・バブルに関する小冊子。1637年印刷。

高まる熱狂の中、有りそうに無いが面白い小噺が幾つか生まれ、マッケイが記録している。例えば、ある商人のチューリップ球根をタマネギと間違えて、食べるために持って行ったという船乗りの逸話がある。商人とその家族は船乗りを追いかけたが、見つけたときには「自分の船の船乗り全員に一年間大盤振る舞いできるほど」高価な朝食を食べている最中であった。その船乗りは球根を食べた咎により投獄されたという。実際には、チューリップは正しく調理しなければ毒があり、味も悪く、飢饉のときでさえまず食用されない。
転売益を目当てに買う人々で球根の値はどんどん上がった。しかしこれは球根を高値で買い求める人物が現れ続けない限り持続不可能である。1637年2月、チューリップの売り手は、高騰した球根代金を支払おうとする買い手をもはや見つけることができなくなった。そうと知れ渡った途端、チューリップに対する需要は崩壊し、価格は暴落した。投機バブルが破裂したのである。ある者は今となっては相場の10倍の価格でチューリップを購入する契約を結んだまま取り残されていた。またある者は手持ちの球根の価値が支払った対価のほんの欠片しか残っていなかった。マッケイは、オランダの人々は、動転して取引相手を告発したり非難したりするようになったとしている。
マッケイによると、パニックに陥ったチューリップ投資家はオランダ政府に助けを求めた。政府は、球根の先物買い契約をした者は10％の手数料を支払えば契約解除できると宣言した。すべての当事者が満足いくようにこの状況を解決しようとする試みがなされたが、失敗に終わった。マッケイによれば、バブル崩壊時点で最後に球根を掴まされていた個人については、代金の支払いを命じる裁判所は無かったという。何故なら裁判官はこれをある種の賭博による負債だと解釈し、法律上強制できないと判断したからである。
マッケイによれば、ヨーロッパの他の地方でも、オランダほどの状態には至らないものの、小規模なチューリップ・バブルは発生していた。マッケイはまた、チューリップ価格の落ち込みが、その後何年にも渡ってオランダ全土に不況をもたらしたとしている。

## 現代の評価

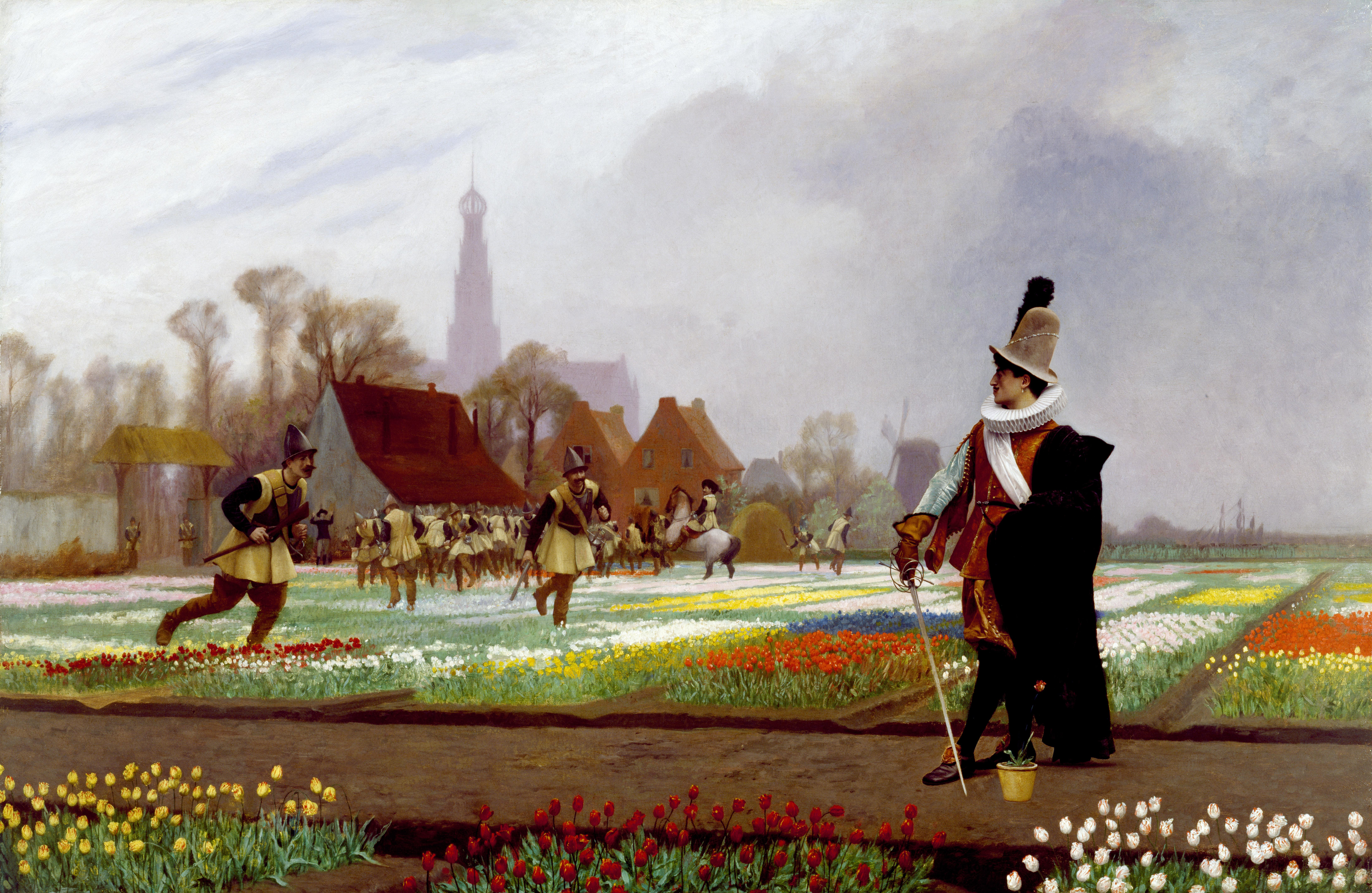
The Tulip Folly（1882年、ジャン＝レオン・ジェローム画）

不可解なバブルに関するマッケイの説明は、1980年代まで、批判されることはなく、また見直されることもほぼなかった。しかしながら、これ以降のチューリップ・バブルに関する研究、とりわけ効率的市場仮説の支持者らによる研究は、マッケイの説が不完全かつ不正確であることを示唆している。アン・ゴルガー（Anne Goldgar）は、2007年の論文『Tulipmania』において、この現象は「極めて小さな集団」に限られて生じたことであり、当時のこの現象への説明は「当時の一つか二つのプロパガンダと、それらの膨大な量の盗作に依拠している」と述べている。ピーター・ガーバーは、このバブルは「疫病に悩まされた人々が活気あるチューリップ市場を利用して行った、意味のない冬場の酒合戦以上のものではなかった」と述べる。
マッケイの説明は、当時の社会において幅広い人々がチューリップ取引に関与しているというものであったが、ゴルガーによる保存されていた契約書の調査では、バブルのピーク時においても、チューリップ取引は、ほぼ裕福な商人や熟練職人のみにより行われ、貴族はこれを行っていなかったことが明らかになった。バブルに起因する経済の停滞は非常に限られたものであった。ゴルガーは、チューリップ市場における著名な買い手および売り手を多数特定し、バブル崩壊期に経済的な苦境に陥った者は半ダースにも満たず、またこれらの者についてもチューリップが原因で苦境に陥ったのかは定かではないということを発見した。しかし、これは全く驚くべきことではなかった。価格は上昇していたものの、買い手と売り手の間で代金の受け渡しは行われていなかったためである。そのため、売り手において利益は全く認識されていなかった。売り手が利益を期待してよそで掛買いをしていない限り、チューリップ価格の暴落により金銭を失うことにはならなかったのである。

### 合理的な説明
チューリップ球根の契約価格が1636年から1637年の間に上昇しその後下落したということについて争いはない。しかし、価格が劇的に上昇し下降したからといって、必ずしも、経済的または投機的なバブルが発達し崩壊したことを意味するものではない。チューリップ・バブルが経済的なバブルであるといえるためには、チューリップ球根の価格が球根の内在価値から乖離していることが必要である。現代の経済学者は、価格の上昇と下落がバブルを構成しなかったかもしれない、いくつかのありうる理由を提示している。
1630年代の物価上昇は、三十年戦争の停滞に対応している。このように市場価格は、少なくとも初期的には、需要の増大に合理的に対応していた。しかし、価格の下落は、上昇より速く劇的であった。1637年2月の価格暴落以降の球根の販売に関するデータはほぼ失われているが、チューリップ・バブル後の球根価格に関する数少ないデータは、バブル後数十年間にわたり、球根価格が下落し続けたことを示している。

### 花の価格に関する天然のボラティリティ
ガーバーは、チューリップ価格の現存するデータを19世紀初頭のヒヤシンスの価格と比較した。その頃、流行の花としてヒヤシンスがチューリップに取って代わったのである。すると同様のパターンが見出された。ヒヤシンスがもたらされた当初は需要が高かったので、花屋らは美しいヒヤシンスの花を育てようと躍起になった。しかし人々がヒヤシンスに慣れるにつれ価格は下がり始めた。最も高価なヒヤシンスの球根の価格は、30年以内にピーク時の価格の1〜2％に低下した。ガーバーは「近年、少量の試作品のユリの球根が100万ギルダー（1987年時点の為替レートで48万米ドル）で取引された」と述べており、現代においても花は極端な高値がつく場合があることを示している。ちなみに、価格の上昇はその年の球根の植え付けが終わった後で生じたので、栽培者は価格を見て生産を増やすことはできなかったはずである。

#### 批判
他の経済学者は、上に挙げたような要素はチューリップ価格の劇的な騰落を完全には説明できないと考えている。また、ガーバーの説では通常のチューリップ球根の取引価格も同じく劇的に上下していることを説明できていないという批判もある。一部の経済学者は投機バブルに関連する他の要素、例えば通貨供給量の増大と言った要因を指摘しているが、これはアムステルダム銀行の預金残高がチューリップ・バブルの期間において増加したことから示されている。

### 法改正

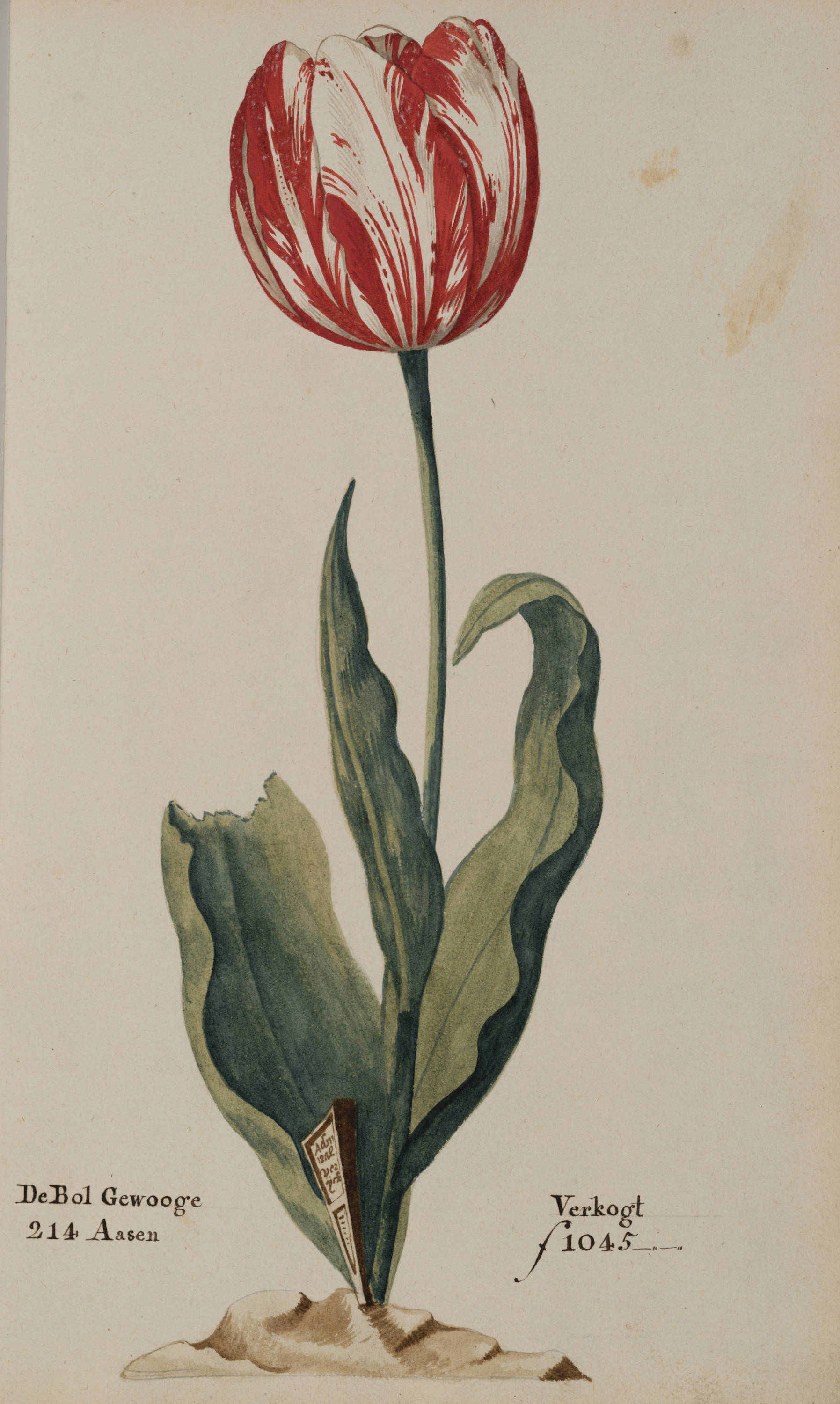
P.Cos.の1637年のカタログに掲載されたアドミラル・フォン・デル・アイク。1637年2月5日に1,045ギルダーで取引された。

カリフォルニア大学ロサンゼルス校の経済学者アール・A・トンプソン（Earl A. Thompson）は、2007年の論文において、ガーバーの説明では、チューリップ球根の売買契約における価格の極めて迅速な下落を説明できないと主張している。年間の価格下落率は、他の花の平均が40％であるところ、チューリップは99.999％であった。トンプソンは、オランダのチューリップ・バブルにつき別の説明を行っている。オランダの議会は、チューリップの売買契約の内容を変更する議会令を検討していた。
1637年2月24日、オランダの花屋らの自治ギルドはその決定において、1636年11月30日以降、春の現金市場の再開までの間に締結された先物取引契約はすべてオプション取引契約と解釈されるべきことを告知し、この決定はオランダ議会により事後承認された。これは単に先物取引の買い手のチューリップの購入義務を免除し、単に売り手に対し売買代金の一定金額の少額の支払い義務のみを負わせることによってなされた。
この議会令以前、チューリップの売買契約（現代の金融においては先物取引契約として知られる）の買い手は、球根を買う法律上の義務を負っていた。この議会令は、仮に市場価値が下がった場合には、買い手は契約金額全額を支払うのではなく、球根の受け取りを放棄して違約金のみを支払うこととできるよう、これらの契約の性質を変更した。議会令によるこの変更は、現代の用語法に従うと、先物取引契約がオプション契約に変更されたということを意味した。この提案は1636年秋に議論が開始されており、もしこの議会令が制定されることが投資家らに明らかになっていれば、価格は高まっていたとみられる。
この議会令は、売買契約の買い手に対し、契約金額のわずか3.5%（または約30分の1）の支払いにより契約を無効とすることを認めたものであった。こうして、投資家らは価格が高騰する契約を行うことができた。投資家がチューリップの球根1個を100ギルダーで購入する契約を締結したとして、もし球根の価格が100ギルダーを上回れば、投資家は差額を利得として得ることができる。もし価格が上昇しなければ、投資家はわずか3.5ギルダーで契約を無効とできた。このように、名目上の契約金額が100ギルダーの契約も、実際には投資家にとって3.5ギルダー以上の支出を強いるものではなかった。1637年2月上旬、契約金額がピークに達したころに、オランダの当局が介入し、これらの契約に基づく取引を中止した。
トンプソンは、チューリップ・バブルの期間を通じ、実際の球根の取引高は通常のレベルにとどまっていたと述べている。こうして、トンプソンは、「熱狂」は契約上の義務が変更されることに対する合理的な反応であったと結論付けている。トンプソンは、「チューリップ・バブル以前、最中、以降のチューリップの契約金額は、『市場の効率性』の顕著な例を示しているように見える」とし、先物取引契約およびオプション契約における特定の支払いについてのデータを用いて、チューリップ球根の契約金額は合理的な経済モデルが指し示すものに近いものとなっていると主張している。

## 社会の熱狂と残されたもの

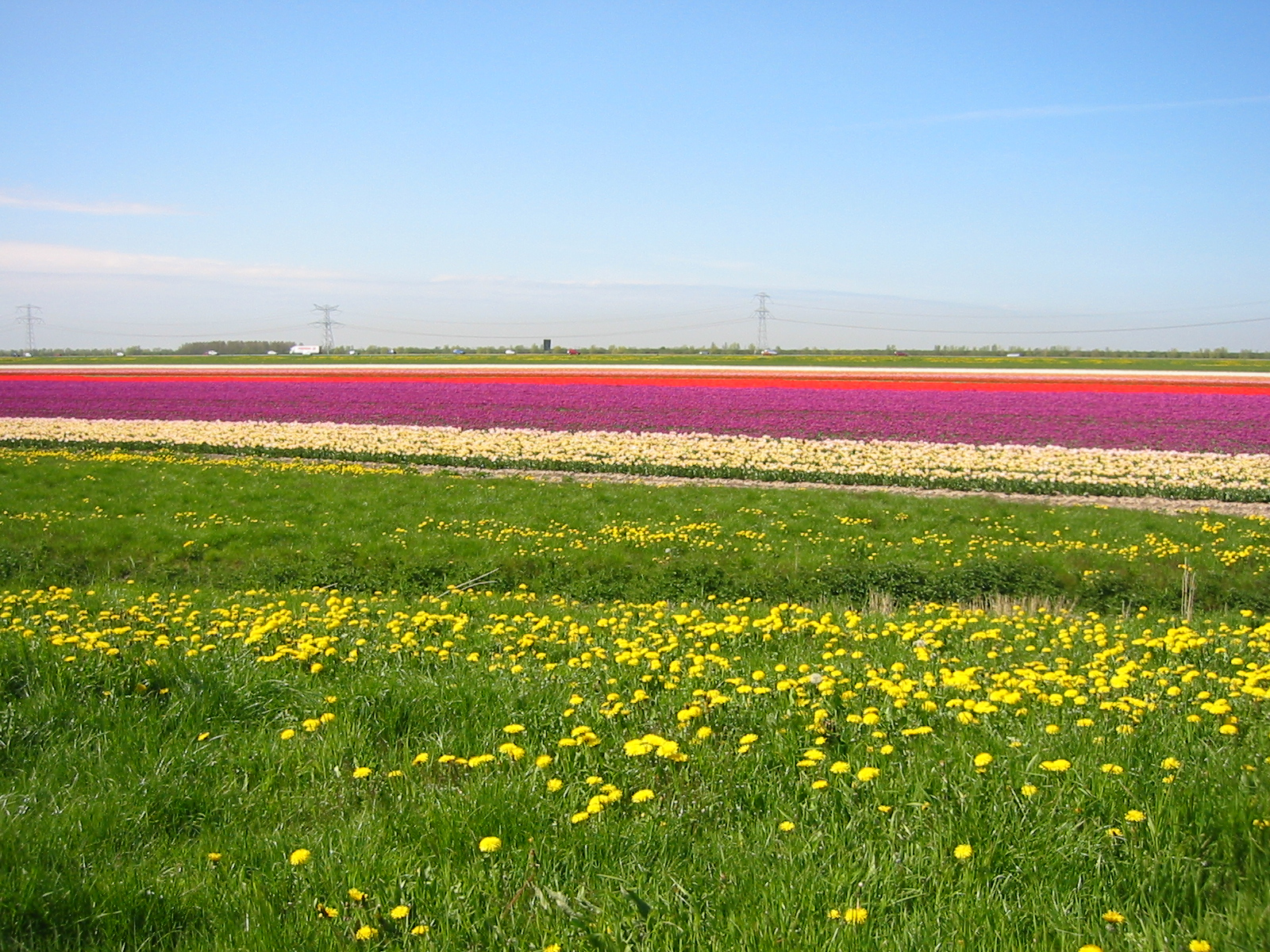
現代のオランダのチューリップ花畑。今日でもチューリップはオランダのシンボルとして人気である。

マッケイの説明は今日でも人気があり、『Extraordinary Popular Delusions and the Madness of Crowds』は定期的に重版され、投資家のバーナード・バルーク（1932年）、金融ライターのアンドリュー・トビアス（1980年）、心理学者のデイヴィッド・J・シュナイダー（1993年）、マイケル・ルイス（2008年）らがそれぞれ前書きを提供している。現時点で少なくとも6版が流通している。
ゴルガーは、「経済危機の影響はほとんどなかったかもしれないが、全ての価値体系が疑わしくなった」として、チューリップ・バブルは経済バブルまたは投機バブルとはいえないかもしれないが、オランダ人にとってはそれにもかかわらず、別の理由により、トラウマとなるような出来事であったと主張している。17世紀においては、花のようなありふれたものが、多くの人々の年収よりもずっと多額の価値を有するというのは、ほとんどの人にとっては想像もつかないことであった。夏の間しか育たない花の価格が冬に騰貴するというのは、「価値」についての理解そのものをカオスに投げ込むようなものであった。
チューリップ・バブルの崩壊は球根に対するバブルであり、金融制度を根底から揺るがすような崩壊ではなかった。また、短期間で終焉したため金融経済への影響は矮小化された。1602年8月、世界初の株式取引所がアムステルダムに設立され、その際、オランダ東インド会社が初の株式上場を実現した。

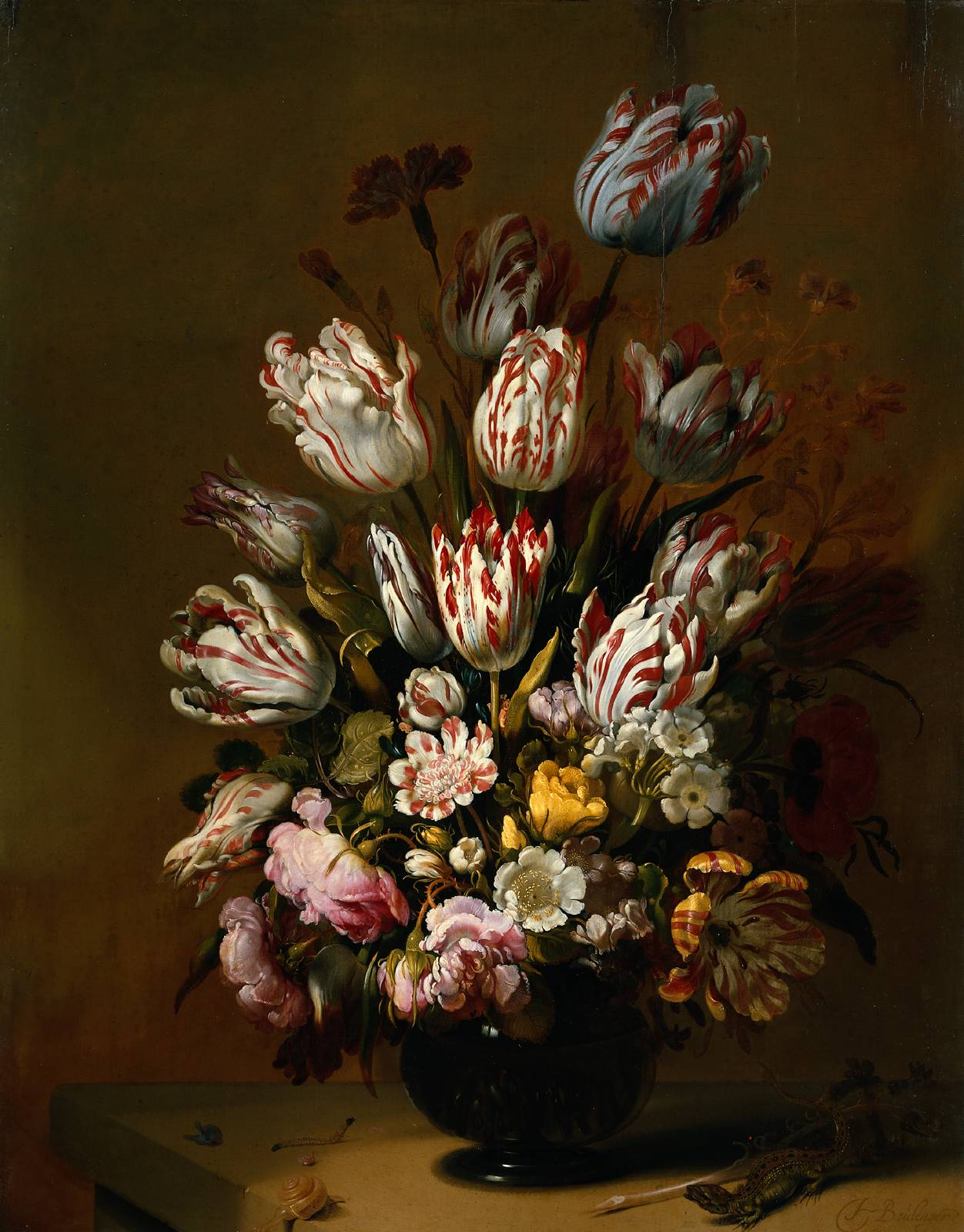
ハンス・ボロンヒール（1623–1672）が1639年に作成した絵画Still Life with Flowers。賞を獲得したSemper Augustus種のチューリップが描かれている。

ベックマンおよびマッケイが後に報告した反投機的な小冊子のように、チューリップ・バブルによる混乱を描いた情報源の多くは、経済への打撃が実際に存在していたことの証拠として引用される。しかし、これらの小冊子は、バブルにより被害を受けた者によって書かれたのではなく、主に宗教的な動機により作成されたものであった。この大変動は道徳的秩序からの逸脱、すなわち「天国の花ではなく地上の花に専念することは悲惨な結末をもたらしうる」ことの証拠だとみられていた。このように、経済における比較的小規模な出来事が、道徳的な寓話として独り歩きするようになった可能性がある。
1世紀近く後の1720年代、ミシシッピ計画の破綻や南海泡沫事件の時期には、チューリップ・バブルはこれらのバブルに対する風刺として持ち出された。1780年代にヨハン・ベックマンがチューリップ・バブルについて初めて言及した際、ベックマンはこれを当時のくじに外れることになぞらえた。ゴルガーの見解では、バートン・マルキールの『A Random Walk Down Wall Street（ウォール街のランダム・ウォーカー）』（1973年）およびジョン・ケネス・ガルブレイスの『A Short History of Financial Euphoria（バブルの物語）』（1990年。1987年のブラック・マンデーの直後に著された）といった、金融市場についての現代の著作すらも、チューリップ・バブルを道徳的な教訓として用いている。チューリップ・バブルは1995年から2001年のインターネット・バブルの間も再びよく言及されるようになった。
21世紀には、ジャーナリストらは、チューリップ・バブルを、投機的なインターネット・バブルやサブプライムローン問題と比較してきた。2013年11月には、オランダ銀行の元総裁であるナウト・ウェリンクが、ビットコインを評して「チューリップ・バブルよりなお悪い」とし、「（チューリップ・バブルでは）最悪でもチューリップは手に入るが、（ビットコインでは）何も手に入らない」と話した。
チューリップ・バブルは今なおよく言及されるが、『Slate』誌のダニエル・グロスは、チューリップ・バブルについて効率性市場仮説からの説明を試みている経済学者らに関し、「彼らが正しいなら…ビジネスライターは、手元にあるバブルの例から、チューリップ・バブルを削除しなければならない」と述べている。